# Gortyna uniformis
Gortyna uniformis är en fjärilsart som beskrevs av Dumont. Gortyna uniformis ingår i släktet Gortyna och familjen nattflyn. Inga underarter finns listade i Catalogue of Life.